# Mistrzostwa Ameryki w Piłce Ręcznej Kobiet 2011
Mistrzostwa Ameryki w Piłce Ręcznej Kobiet 2011 – jedenaste mistrzostwa Ameryki w piłce ręcznej kobiet, oficjalny międzynarodowy turniej piłki ręcznej o randze mistrzostw kontynentu organizowany przez PATHF mający na celu wyłonienie najlepszej żeńskiej reprezentacji narodowej w Ameryce. Odbył się w dniach 28 czerwca – 2 lipca 2011 roku w brazylijskim São Bernardo do Campo. Tytułu zdobytego w 2009 roku broniła reprezentacja Argentyny. Mistrzostwa były jednocześnie eliminacjami do MŚ 2011.
W turnieju zwyciężyła Brazylia, awans do mistrzostw świata uzyskali natomiast pozostali trzej półfinaliści.

## Informacje ogólne
W rozegranym w Ginásio Poliesportivo Adib Moyses Dib w São Bernardo do Campo turnieju wzięło udział osiem reprezentacji podzielonych na dwie czterozespołowe grupy. W pierwszej fazie, 28–30 czerwca, rywalizowały one w ramach grup systemem kołowym o awans do fazy play-off. Mecze o miejsca 5–8 oraz półfinały odbyły się 1 lipca, finały zaś dzień później. Stawką zawodów, prócz medali tej imprezy, były również trzy miejsca w turnieju finałowym mistrzostw świata dla najlepszych zespołów, prócz Brazylii mającej zapewniony awans jako gospodarz.

## Uczestnicy
W zawodach wzięło łącznie udział osiem reprezentacji – czołowa szóstka poprzedniego turnieju oraz dwa zespoły wyłonione z wcześniejszych eliminacji.
- Grupa A
  -  Brazylia
  -  Chile
  -  Kuba
  -  Meksyk
- Grupa B
  -  Argentyna
  -  Dominikana
  -  Urugwaj
  -  Wenezuela

## Eliminacje
O dwa miejsca w turnieju głównym walczyły w rozegranych w listopadzie 2010 roku eliminacjach trzy zespoły.
| 3 listopada 201014:30 | Kuba | 36:17(20:8) | Wenezuela | Hawana |
| 3 listopada 201014:30 |      | 36:17(20:8) |           | Hawana |

| 4 listopada 201014:30 | Kuba | 40:10(20:5) | Stany Zjednoczone | Hawana |
| 4 listopada 201014:30 |      | 40:10(20:5) |                   | Hawana |

| 5 listopada 201014:30 | Wenezuela | 32:21(11:8) | Stany Zjednoczone | Hawana |
| 5 listopada 201014:30 |           | 32:21(11:8) |                   | Hawana |

## Faza grupowa

### Grupa A
| 28 czerwca 201116:00 | Kuba | 40:21(19:10) | Chile | Ginásio Poliesportivo Adib Moyses Dib, São Bernardo do Campo |
| 28 czerwca 201116:00 |      | 40:21(19:10) |       | Ginásio Poliesportivo Adib Moyses Dib, São Bernardo do Campo |

| 28 czerwca 201120:00 | Brazylia | 31:16(18:6) | Meksyk | Ginásio Poliesportivo Adib Moyses Dib, São Bernardo do Campo |
| 28 czerwca 201120:00 |          | 31:16(18:6) |        | Ginásio Poliesportivo Adib Moyses Dib, São Bernardo do Campo |

| 29 czerwca 201116:00 | Chile | 26:22(10:13) | Meksyk | Ginásio Poliesportivo Adib Moyses Dib, São Bernardo do Campo |
| 29 czerwca 201116:00 |       | 26:22(10:13) |        | Ginásio Poliesportivo Adib Moyses Dib, São Bernardo do Campo |

| 29 czerwca 201120:00 | Brazylia | 36:21(15:10) | Kuba | Ginásio Poliesportivo Adib Moyses Dib, São Bernardo do Campo |
| 29 czerwca 201120:00 |          | 36:21(15:10) |      | Ginásio Poliesportivo Adib Moyses Dib, São Bernardo do Campo |

| 30 czerwca 201116:00 | Kuba | 35:16(19:6) | Meksyk | Ginásio Poliesportivo Adib Moyses Dib, São Bernardo do Campo |
| 30 czerwca 201116:00 |      | 35:16(19:6) |        | Ginásio Poliesportivo Adib Moyses Dib, São Bernardo do Campo |

| 30 czerwca 201120:00 | Brazylia | 37:16(18:8) | Chile | Ginásio Poliesportivo Adib Moyses Dib, São Bernardo do Campo |
| 30 czerwca 201120:00 |          | 37:16(18:8) |       | Ginásio Poliesportivo Adib Moyses Dib, São Bernardo do Campo |

### Grupa B
| 28 czerwca 201114:00 | Dominikana | 36:22(18:13) | Wenezuela | Ginásio Poliesportivo Adib Moyses Dib, São Bernardo do Campo |
| 28 czerwca 201114:00 |            | 36:22(18:13) |           | Ginásio Poliesportivo Adib Moyses Dib, São Bernardo do Campo |

| 28 czerwca 201118:00 | Argentyna | 21:14(8:7) | Urugwaj | Ginásio Poliesportivo Adib Moyses Dib, São Bernardo do Campo |
| 28 czerwca 201118:00 |           | 21:14(8:7) |         | Ginásio Poliesportivo Adib Moyses Dib, São Bernardo do Campo |

| 29 czerwca 201114:00 | Urugwaj | 20:20(11:10) | Dominikana | Ginásio Poliesportivo Adib Moyses Dib, São Bernardo do Campo |
| 29 czerwca 201114:00 |         | 20:20(11:10) |            | Ginásio Poliesportivo Adib Moyses Dib, São Bernardo do Campo |

| 29 czerwca 201118:00 | Argentyna | 51:22(21:10) | Wenezuela | Ginásio Poliesportivo Adib Moyses Dib, São Bernardo do Campo |
| 29 czerwca 201118:00 |           | 51:22(21:10) |           | Ginásio Poliesportivo Adib Moyses Dib, São Bernardo do Campo |

| 30 czerwca 201114:00 | Urugwaj | 43:27(14:12) | Wenezuela | Ginásio Poliesportivo Adib Moyses Dib, São Bernardo do Campo |
| 30 czerwca 201114:00 |         | 43:27(14:12) |           | Ginásio Poliesportivo Adib Moyses Dib, São Bernardo do Campo |

| 30 czerwca 201118:00 | Argentyna | 33:16(14:6) | Dominikana | Ginásio Poliesportivo Adib Moyses Dib, São Bernardo do Campo |
| 30 czerwca 201118:00 |           | 33:16(14:6) |            | Ginásio Poliesportivo Adib Moyses Dib, São Bernardo do Campo |

## Faza pucharowa

### Mecz o 7. miejsce
| 1 lipca 201114:00 | Meksyk | 25:23(12:14) | Wenezuela | Ginásio Poliesportivo Adib Moyses Dib, São Bernardo do Campo |
| 1 lipca 201114:00 |        | 25:23(12:14) |           | Ginásio Poliesportivo Adib Moyses Dib, São Bernardo do Campo |

### Mecz o 5. miejsce
| 1 lipca 201116:00 | Chile | 28:22(14:12) | Dominikana | Ginásio Poliesportivo Adib Moyses Dib, São Bernardo do Campo |
| 1 lipca 201116:00 |       | 28:22(14:12) |            | Ginásio Poliesportivo Adib Moyses Dib, São Bernardo do Campo |

### Mecze o miejsca 1–4
|  |                     |           |           |                     |    |          |          |       |
|  | Półfinały           | Półfinały | Półfinały |                     |    | Finał    | Finał    | Finał |
|  | Półfinały           | Półfinały | Półfinały |                     |    | Finał    | Finał    | Finał |
|  | 01 lipca 2011 18:00 |           |           |                     |    |          |          |       |
|  |                     |           |           |                     |    |          |          |       |
|  | Argentyna           | Argentyna | 38        |                     |    |          |          |       |
|  | Argentyna           | Argentyna | 38        | 02 lipca 2011 17:00 |    |          |          |       |
|  | Kuba                | Kuba      | 38        |                     |    |          |          |       |
|  | Kuba                | Kuba      | 38        |                     |    | Brazylia | Brazylia | 35    |
|  | 01 lipca 2011 20:00 |           |           |                     |    | Brazylia | Brazylia | 35    |
|  |                     |           | Argentyna | Argentyna           | 16 |          |          |       |
|  | Brazylia            | Brazylia  | Argentyna | Argentyna           | 16 | 40       |          |       |
|  | Brazylia            | Brazylia  |           |                     |    |          |          |       |
|  | Urugwaj             | Urugwaj   | 14        |                     |    |          |          |       |
|  | Urugwaj             | Urugwaj   | 14        | Mecz o 3. miejsce   |    |          |          |       |
|  |                     |           |           |                     |    |          |          |       |
|  | 02 lipca 2011 15:00 |           |           |                     |    |          |          |       |
|  |                     |           |           |                     |    |          |          |       |
|  | Kuba                | Kuba      | 37        |                     |    |          |          |       |
|  | Kuba                | Kuba      | 37        |                     |    |          |          |       |
|  | Urugwaj             | Urugwaj   | 27        |                     |    |          |          |       |
|  | Urugwaj             | Urugwaj   | 27        |                     |    |          |          |       |

| 1 lipca 201118:00 | Argentyna | 38:38 k. 5:3(13:13, 28:28, k. 5:3) | Kuba | Ginásio Poliesportivo Adib Moyses Dib, São Bernardo do Campo |
| 1 lipca 201118:00 |           | 38:38 k. 5:3(13:13, 28:28, k. 5:3) |      | Ginásio Poliesportivo Adib Moyses Dib, São Bernardo do Campo |

| 1 lipca 201120:00 | Brazylia | 40:14(19:3) | Urugwaj | Ginásio Poliesportivo Adib Moyses Dib, São Bernardo do Campo |
| 1 lipca 201120:00 |          | 40:14(19:3) |         | Ginásio Poliesportivo Adib Moyses Dib, São Bernardo do Campo |

| 2 lipca 201117:00 | Brazylia | 35:16(22:5) | Argentyna | Ginásio Poliesportivo Adib Moyses Dib, São Bernardo do Campo |
| 2 lipca 201117:00 |          | 35:16(22:5) |           | Ginásio Poliesportivo Adib Moyses Dib, São Bernardo do Campo |

| 2 lipca 201115:00 | Kuba | 37:27(17:13) | Urugwaj | Ginásio Poliesportivo Adib Moyses Dib, São Bernardo do Campo |
| 2 lipca 201115:00 |      | 37:27(17:13) |         | Ginásio Poliesportivo Adib Moyses Dib, São Bernardo do Campo |

## Klasyfikacja końcowa
| Miejsce | Reprezentacja | Uwagi          |
| ------- | ------------- | -------------- |
| złoto   | Brazylia      | -              |
| srebro  | Argentyna     | awans: MŚ 2011 |
| brąz    | Kuba          | awans: MŚ 2011 |
| 4       | Urugwaj       | awans: MŚ 2011 |
| 5       | Chile         | -              |
| 6       | Dominikana    | -              |
| 7       | Meksyk        | -              |
| 8       | Wenezuela     | -              |